# Arctobyrrhus dovrensis
Arctobyrrhus dovrensis är en skalbaggsart som beskrevs av Münster 1902. Arctobyrrhus dovrensis ingår i släktet Arctobyrrhus, och familjen kulbaggar. Enligt den finländska rödlistan är arten nära hotad i Finland. Arten är reproducerande i Sverige. Artens livsmiljö är sandstränder vid Östersjön.

## Bildgalleri

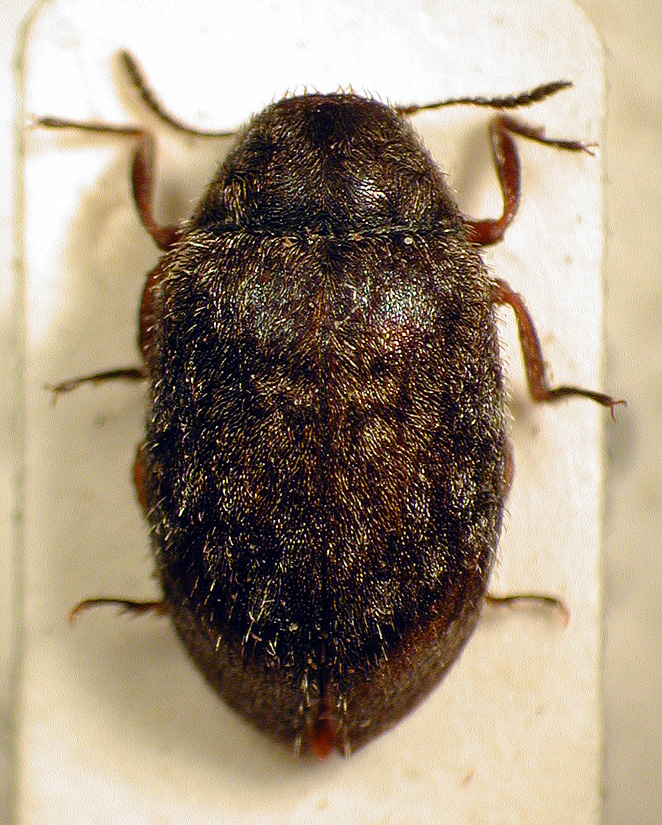